# Barbara Crossette
Barbara Crossette, née le 12 juillet 1939 à Philadelphie en Pennsylvanie, est une journaliste américaine.
Correspondante aux Nations unies pour The Nation, elle est membre du Council on Foreign Relations, administratrice du Carnegie Council for Ethics in International Affairs (en) et membre du comité consultatif de rédaction de la Foreign Policy Association (en). Elle a écrit des articles sur les affaires internationales pour le New York Times pendant de nombreuses années.

## Biographie
Née à Philadelphie, Barbara Crossette est diplômée (BA) en histoire et science politique du Muhlenberg College.
Barbara Crossette a été correspondant à l'étranger pour le New York Times et a assuré la responsabilité de chef du bureau Asie du Sud-Est du journal de 1988 à 1991. Puis elle travaille aux Nations unies de 1994 à 2001.
Elle est l'autrice de So Close to Heaven : The Vanishing Buddhist Kingdoms of the Himalayas (1995) et The Great Hill Stations of Asia (1998). Ce dernier est classé livre remarquable de l'année 1998 par le New York Times. Elle reçoit le prix George Polk en 1992 pour sa couverture de l'Assassinat de Rajiv Gandhi, le prix Fulbright en 2008 et le prix Shorenstein en 2010 pour ses écrits sur l'Asie, décerné conjointement par le Walter H. Shorenstein Asia-Pacific Research Center du Stanford University centers and institutes (en) et du Shorenstein Center on Media, Politics and Public Policy (en) de l'université de Harvard, qui fait partie de la Kennedy School of Government.
Elle est membre du Council on Foreign Relations de New York.
Plus récemment, ses articles ont été publiés dans The Nation.

## Controverses
Crossette a beaucoup écrit sur l'Inde, et a été accusée de préjugés à l'encontre de ce pays.
Vamsee Juluri, auteur et professeur d'études médiatiques à l'université de San Francisco, identifie ces préjugés comme faisant partie d'un discours postcolonial/néocolonial raciste utilisé par Crosette pour attaquer et diffamer l'Inde et encourager les préjugés raciaux contre les autochtones d'Amérique.
Un article de Crossette paru en 2010 dans le magazine Foreign Policy décrivait l'Inde comme un pays "qui donne souvent le plus gros mal de tête à la gouvernance mondiale." Le journaliste indien Nitin Pai, dans sa réfutation, a décrit l'article comme un cliché de salle de presse,  biaisé et factuellement incorrect. L'opposition de Crossette au soutien de l'Inde à l'indépendance du Bangladesh a été particulièrement discréditée pour son manque de compréhension de l'histoire et de la politique internationale du sous-continent.

## Ouvrages
- Inde: Old civilisations dans un monde nouveau. New York: Foreign Policy Association, 2000.  (ISBN 0871241935 et 978-0871241931)
- The Great Hill Stations d'Asie. Basic Books, 1998.  (ISBN 0813333261 et 978-0813333267)
- So Close to Heaven: The Vanishing royaumes bouddhistes de l'Himalaya. New York: Alfred A. Knopf, 1995.  (ISBN 067941827X et 978-0679418276)
- Face à l'Inde du XXIe siècle. Bloomington: Indiana University Press, 1993.  (ISBN 0253315778 et 978-0253315779)